# Sotbrun tyrann
Sotbrun tyrann (Cnemotriccus fuscatus) är en fågel i familjen tyranner inom ordningen tättingar.

## Utseende och läte
Sotbrun tyrann är en medelstor tyrann med ljusa vingband och ljust ögonbrynsstreck som kontrasterar mot gråbrun rygg och gulaktig buk. Populationerna skiljer sig något åt i grundton, längden på ögonbrynsstrecket, näbbfärg och läte. Arten liknar ockratyrannen men har tydligare ögonnrynsstreck. Sången beskrivs som ett vasst "jet-jet-pew-pew", med mer betoning på sista tonen.

## Utbredning och systematik
Sotbrun tyrann placeras som enda art i släktet Cnemotriccus. Den förekommer i stora delar av Sydamerika öster om Anderna och delas in i sju underarter med följande utbredning:
- Cnemotriccus fuscatus duidae – förekommer i södra Venezuela och nordvästra Brasilien
- fuscatus-gruppen
  - Cnemotriccus fuscatus cabanisi ––förekommer från norra Colombia till nordöstra Venezuela samt i Trinidad och Tobago
  - Cnemotriccus fuscatus fumosus – förekommer i Guyanaregionen och nordöstra Brasilien
  - Cnemotriccus fuscatus fuscatior – förekommer i sydvästra Venezuela, sydöstra Colombia, östra Ecuador, östra Peru och centrala Brasilien
  - Cnemotriccus fuscatus beniensis – förekommer i norra Bolivia
  - Cnemotriccus fuscatus bimaculatus – förekommer i centrala Bolivia, södra och östra Brasilien, Paraguay och norra Argentina
  - Cnemotriccus fuscatus fuscatus – förekommer i sydöstra Brasilien och nordöstra Argentina

## Levnadssätt
Sotbrun tyrann hittas i olika typer av täta buskmarker, ofta nära vatten.

## Status och hot
Arten har ett stort utbredningsområde, men tros minska i antal, dock inte tillräckligt kraftigt för att den ska betraktas som hotad. Internationella naturvårdsunionen IUCN listar arten som livskraftig (LC).